# Локсодрома
Локсодрома или Локсодромия (на гръцки: λοξóς – наклонен – и на гръцки: δρóμος – път, курс) се нарича крива, която пресича всички меридиани под еднакъв ъгъл. В морската навигация движението по локсодрома отговаря на движение по постоянен истински или магнитен курс.

## История
Първите изследвания върху свойствата на локсодромата публикува португалския математик Педро Нунес в труда си „Tratado de Defensão da Carta de Marear“ през 1537 г.

## Математика
Върху сфера локсодромата е спирала. Едно от основните свойства на картите в Меркаторова проекция е изобразяването на локсодромите като прави линии.
Нека права на карта в Меркаторова проекция свързва две точки с координати {\displaystyle \left(\varphi _{1},\lambda _{1}\right)} и {\displaystyle \left(\varphi _{2},\lambda _{2}\right)}. Съответните правоъгълни координати {\displaystyle \left(x_{1},y_{1}\right)} и {\displaystyle \left(x_{2},y_{2}\right)} могат да се изчислят по ур. 1.1 и 1.2 (за сфера) или ур. 3.1 и 3.2 (за елипсоид) от трансформациите за Меркаторова проекция.
Азимутът по локсодромата (или истинския курс) се изчислява по формулата:

| {\displaystyle Az=\arctan \left[\left(x_{2}-x_{1}\right)/\left(y_{2}-y_{1}\right)\right]} | \| \| \| \| \| \| \| \| | (1.1) |
|                                                                                           |                         |       |
|                                                                                           |                         |       |
Истинското разстояние по локсодромата може да се изчисли по:

| {\displaystyle s=\left(M_{2}-M_{1}\right)/\cos Az} | \| \| \| \| \| \| \| \| | (1.2) |
|                                                    |                         |       |
|                                                    |                         |       |
където {\displaystyle M_{1}} и {\displaystyle M_{2}} са съответните дължини на дъгите по меридиана от екватора за двете точки {\displaystyle \left(\varphi _{1},\lambda _{1}\right)} и {\displaystyle \left(\varphi _{2},\lambda _{2}\right)}. Те могат да се изчислят по генерализираната формула за {\displaystyle M}:
При известни
{\displaystyle a-} голяма полуос на референтния елипсоид
{\displaystyle e-} ексцентрицитет на референтния елипсоид

| {\displaystyle M=a\left(1-e^{2}\right)\int _{0}^{\varphi }\left[{\frac {1}{\left(1-e^{2}\sin ^{2}\varphi \right)^{3/2}}}\right]\,d\varphi } | \| \| \| \| \| \| \| \| | (1.3) |
| |                         |       |
| |                         |       |
или като числов ред:

| {\displaystyle {\begin{aligned}M=a[&\left(1-e^{2}/4-3e^{4}/64-5e^{6}/256-...\right)\varphi -\\&\left(3e^{2}/8+3e^{4}/32+45e^{6}/1024+...\right)\sin 2\varphi +\\&\left(15e^{4}/256+45e^{6}/1024+...\right)\sin 4\varphi -\\&\left(35e^{6}/3072+...\right)\sin 6\varphi +\\&...]\end{aligned}}} | \| \| \| \| \| \| \| \| | (1.3a) |
| |                         |        |
| |                         |        |
Ако {\displaystyle \varphi _{1}=\varphi _{2}}, то ур. 1.2 е неопределено и

| {\displaystyle s=a\left(\lambda _{2}-\lambda _{1}\right)\cos \varphi /\left(1-e^{2}\sin ^{2}\varphi \right)^{1/2}} | \| \| \| \| \| \| \| \| | (1.2a) |
| |                         |        |
| |                         |        |
- Изображение на локсодрома от полюс до полюс върху сфера при азимути 0°, 45° и 90°